# Europese politieke partij
Een Europese politieke partij (vroeger politieke partij op Europees niveau) is een politieke partij die opereert op het niveau van de Europese Unie. Deze partijen hebben hun wettelijk grondslag in het verdrag van Maastricht en moeten niet verward worden met de soms gelijknamige fracties in het Europees Parlement.

## Wettelijk kader
Politieke partijen op Europees niveau worden genoemd in Artikel 10 lid 4 van het Verdrag betreffende de Europese Unie: "Europese politieke partijen zijn een belangrijke factor voor integratie binnen de Unie. Zij dragen bij tot de vorming van een Europees bewustzijn en tot de uiting van de politieke wil van de burgers van de Unie."
Politieke partijen hebben een aantal rechten, waaronder Europese financiering, en plichten, waaronder het openbaar maken van financiële jaarverslagen en regels omtrent schenkingen. Deze rechten en plichten vloeien voert uit artikel 191 van het Verdrag tot oprichting van de Europese Economische Gemeenschap en zijn vastgelegd in Verordening (EG) nr. 2004/2003 van het Europees Parlement en de Raad van 4 november 2003 betreffende het statuut en de financiering van politieke partĳen op Europees niveau. Deze verordening is vernieuwd met Verordening (EU, Euratom) nr. 1141/2014 van 22 oktober 2014.
Er bestaat sinds 2016 een Autoriteit voor Europese politieke partijen en Europese politieke stichtingen (APPF). De Autoriteit behandelt verzoeken tot registratie en houdt toezicht op de partijen. Om een verzoek te doen bij de Autoriteit tot registratie als Europese politieke partij, moet een politieke alliantie aan de volgende voorwaarden voldoen:
- haar zetel is gevestigd in een lidstaat, zoals bepaald in haar statuten;
- met name in haar programma en optreden respecteert zij de waarden waarop de Unie berust, als bedoeld in artikel 2 VEU, te weten eerbied voor de menselijke waardigheid, vrijheid, democratie, gelijkheid, de rechtsstaat en eerbiediging van de mensenrechten, waaronder de rechten van personen die tot minderheden behoren;
- zij heeft geen winstoogmerk;
- zij of haar leden hebben deelgenomen aan de verkiezingen voor het Europees Parlement of heeft publiekelijk haar voornemen te kennen gegeven om aan de volgende verkiezingen voor het Europees Parlement deel te nemen, en
  - ofwel: zij of haar leden zijn of worden in ten minste een vierde van de lidstaten vertegenwoordigd door leden van het Europees Parlement, of leden van nationale dan wel regionale parlementen, of leden van regionale assemblees,
  - ofwel: zij of de bij haar aangesloten partijen hebben in ten minste een vierde van de lidstaten bij de laatste verkiezingen voor het Europees Parlement ten minste drie procent van de in ieder van die lidstaten uitgebrachte stemmen behaald

## Huidige Europese politieke partijen
| Europese politieke partij | Europese politieke partij                                       | Europese politieke partij | Europese politieke partij     | Europese politieke partij | Europese politieke partij | Europese politieke partij | Politiek                 | Politiek                                                                               | Politiek            | Zetels         | Zetels       | Zetels       |
| Partij                    | Partij                                                          | Afkorting                 | Partijvoorzitter              | Oprichtingsdatum          | Registratiedatum          | Fractie                   | Richting                 | Ideologie                                                                              | Europese integratie | Parlement      | Commissie    | Raad         |
| ------------------------- | --------------------------------------------------------------- | ------------------------- | ----------------------------- | ------------------------- | ------------------------- | ------------------------- | ------------------------ | -------------------------------------------------------------------------------------- | ------------------- | -------------- | ------------ | ------------ |
|                           | Europese Volkspartij                                            | EVP                       | Manfred Weber                 | 1976                      | 24-05-2017                | EVP                       | Centrumrechts            | Christendemocratie, conservatisme                                                      | Pro-Europeanisme    | 182 / 720(25%) | 11 / 27(41%) | 11 / 27(41%) |
|                           | Partij van Europese Socialisten                                 | PES                       | Stefan Löfven                 | 1973                      | 15-06-2017                | S&D                       | Centrumlinks             | Sociaaldemocratie                                                                      | Pro-Europeanisme    | 136 / 720(19%) | 4 / 27(15%)  | 3 / 27(11%)  |
|                           | Patriots.eu                                                     | Patriots                  | Santiago Abascal              | 2014                      | 18-09-2017                | PfE                       | Rechts tot extreemrechts | Nationalisme Rechts-populisme Euroscepsis                                              | Euroscepsis         | 72 / 720(10%)  | 0 / 27(0%)   | 1 / 27(4%)   |
|                           | Partij van Europese Conservatieven en Hervormers                | ECH                       | Mateusz Morawiecki            | 2009                      | 28-08-2017                | ECH                       | Rechts tot extreemrechts | Big tent, Conservatisme, Conservatief libertarisme, Klassiek-liberalisme, Libertarisme | Euroscepsis         | 70 / 720(10%)  | 1 / 27(4%)   | 2 / 27(7%)   |
|                           | Partij van de Alliantie van Liberalen en Democraten voor Europa | ALDE                      | Svenja Hahn                   | 1976                      | 05-05-2017                | Renew Europe              | Centrumrechts            | liberalisme                                                                            | Pro-Europeanisme    | 49 / 720(7%)   | 5 / 27(19%)  | 3 / 27(11%)  |
|                           | Europese Groene Partij                                          | EGP                       | Vula Tsetsi, Ciarán Cuffe     | 2004                      | 31-07-2017                | Groenen/EVA               | Centrumlinks tot links   | Ecologisme                                                                             | Pro-Europeanisme    | 44 / 720(6%)   | 0 / 27(0%)   | 0 / 27(0%)   |
|                           | Europa van Soevereine Naties                                    | ESN                       | Stanislav Stotanov            | 2024                      | 09-09-2024                | ESN                       | Extreemrechts            | Nationaal-conservatisme, rechts-populisme, nationalisme                                | Euroscepsis         | 25 / 720(3%)   | 0 / 27(0%)   | 0 / 27(0%)   |
|                           | European Left Alliance for the People and the Planet            | ELA                       | Malin Björk, Catarina Martins | 2024                      | 30-09-2024                | Links                     | Links                    | Groene politiek, feminisme                                                             | Euroscepsis         | 18 / 720(3%)   | 0 / 27(0%)   | 0 / 27(0%)   |
|                           | Partij van Europees Links                                       | EL                        | Walter Baier                  | 2004                      | 11-08-2017                | Links                     | Links tot extreemlinks   | Communisme (minderheid), democratisch socialisme (meerderheid), Socialisme             | Euroscepsis         | 16 / 720(2%)   | 0 / 27(0%)   | 0 / 27(0%)   |
|                           | Europese Democratische Partij                                   | EDP                       | François Bayrou               | 2004                      | 20-07-2017                | Renew Europe              | Centrisme                | Sociaal-liberalisme                                                                    | Pro-Europeanisme    | 10 / 720(1%)   | 0 / 27(0%)   | 0 / 27(0%)   |
|                           | Europese Vrije Alliantie                                        | EVA                       | Lorena Lopez de Lacalle       | 1981                      | 28-07-2017                | Groenen/EVA               | Big tent                 | Regionalistisch, autonomistisch, progressief nationalistisch                           | Pro-Europeanisme    | 8 / 720(1%)    | 0 / 27(0%)   | 1 / 27(4%)   |
|                           | Europese Christelijke Politieke Partij                          | ECPP                      | Valeriu Ghilețchi             | 2002                      | 04-09-2017                | EVP, ECH                  | Rechts                   | Christelijk-sociaal                                                                    | Euroscepsis         | 4 / 720(0.6%)  | 0 / 27(0%)   | 0 / 27(0%)   |

## Voormalige Europese politieke partijen
De onderstaande entiteiten waren voorheen geregistreerd bij de APPF.
| Europese politieke partij | Europese politieke partij               | Europese politieke partij | Tijdlijn         | Tijdlijn                | Politiek      | Politiek                            | Politiek            | Politiek |
| Partij                    | Partij                                  | Afkorting                 | Oprichtingsdatum | Verwijderd uit register | Richting      | Ideologie                           | Europese integratie | Fractie  |
| ------------------------- | --------------------------------------- | ------------------------- | ---------------- | ----------------------- | ------------- | ----------------------------------- | ------------------- | -------- |
|                           | Alliance of European National Movements | AENM                      | 2009             | 2018                    | Extreemrechts | Ultranationalisme Rrechts populisme | Hard euroscepsis    | NA       |
|                           | Alliance for Peace and Freedom          | APF                       | 2015             | 2018                    | Extreemrechts | Ultranationalisme, Neofascisme      | Hard euroscepsis    | NA       |

De onderstaande entiteiten kwamen op een bepaald moment in aanmerking voor Europese overheidsfinanciering, maar werden nooit geregistreerd bij het APPF.
| Europese politieke partij | Europese politieke partij                           | Europese politieke partij | Tijdlijn         | Tijdlijn         | Tijdlijn                                                        | Politiek                                                             | Politiek            | Politiek                                                                    |
| Naam                      | Naam                                                | Afkorting                 | Oprichtingsdatum | Ontbindingsdatum | Ontvangen Europese overheidsfinanciering                        | Ideologie                                                            | Europese integratie | Fractie                                                                     |
| ------------------------- | --------------------------------------------------- | ------------------------- | ---------------- | ---------------- | --------------------------------------------------------------- | -------------------------------------------------------------------- | ------------------- | --------------------------------------------------------------------------- |
|                           | Alliantie voor Directe Democratie in Europa         | ADDE                      | 2014             | 2017             | 2015, kwalificeerde in 2016-17 maar ontving geen financiering   | Directe democratie, Nationaal-conservatisme, Rechts populisme        | Euroscepsis         | Europa van Vrijheid en Directe Democratie                                   |
|                           | Alliantie van Onafhankelijke Democraten voor Europa | ADIE                      | 2005             | 2008             | 2006–2008                                                       | Recht populisme Conservatisme                                        | Hard euroscepsis    | Onafhankelijkheid en Democratie                                             |
|                           | Alliance for Europe of the Nations                  | AEN                       | 2002             | 2009             | 2004–2009                                                       | Conservatisme Nationaal-conservatisme                                | Hard euroscepsis    | Unie voor een Europa van Nationale Staten                                   |
|                           | Coalition for Life and Family                       | CVF                       | 2016             |                  | Kwalificeerde in 2017 maar ontving geen financiering            | Sociaal-conservatisme Politiek katholicisme Nationalisme Reactionair |                     |                                                                             |
|                           | European Alliance for Freedom                       | EAF                       | 2010             | 2016             | 2011–2016                                                       | Soevereinisme Recht populisme Nationalisme                           | Euroscepsis         | Europa van Naties en Vrijheid                                               |
|                           | Europeans United for Democracy                      | EUD                       | 2005             | 2017             | 2006–2016, kwalificeerde in 2017 maar ontving geen financiering | Zacht euroscepticisme                                                | Euroscepsis         | Onafhankelijkheid en Democratie Europese Conservatieven en Hervormers Links |
|                           | Libertas                                            |                           | 2008             | 2010             | Kwalificeerde in 2009 maar ontving geen financiering            | Anti-Verdrag van Lissabon Liberalisme Libertarisme                   | Euroscepticisme     | Europa van Vrijheid en Democratie                                           |
|                           | Movement for a Europe of Liberties and Democracy    | MELD                      | 2011             | 2015             | 2012–2015                                                       | Nationaal-conservatisme Recht populisme                              | Euroscepticisme     | Europa van Vrijheid en Democratie                                           |

## Samenwerking
Niet alle nationale partijen met vertegenwoordiging in het Europees Parlement zijn aangesloten bij een Europese politieke partij. Zo zijn de europarlementariërs van de Partij voor de Dieren niet lid van een Europese partij.
Parlementariërs die niet lid zijn van een Europese partij kunnen overigens wel zijn aangesloten bij een Europese fractie.
Er bestaan ook andere samenwerkingsverbanden tussen leden van het Europees Parlement, waaronder de Noordse Groen-Linkse Alliantie, Volt Europa en DiEM25. Deze samenwerkingsverbanden zijn echter geen officiële politieke partij op Europees niveau.

## Financiering

### Europese publieke financiering
Hieronder staan de bedragen aan overheidsfinanciering die Europese politieke partijen daadwerkelijk hebben ontvangen tussen 2004 en 2021.
Bedrag (€)Europese overheidsfinanciering van Europese politieke partijen03.000.0006.000.0009.000.00012.000.00015.000.00018.000.00020042008201220162020ADDEADIEAENMAENAFEALDEAPFCVFEAFECPPECHEDPEVAEGPELAEVPESNEUDLibertasMELDPatriotsPES
Hieronder volgt een vergelijking tussen de rechten en de bedragen die de Europese politieke partijen daadwerkelijk hebben ontvangen tussen 2004 en 2021.
Bedrag (€)Europese overheidsfinanciering van Europese politieke partijen010.000.00020.000.00030.000.00040.000.00050.000.000200020052010201520202025Maximumbedragen aan overheidsfinanciering toegewezen aan Europese partijenDaadwerkelijk door Europese partijen ontvangen bedragen aan overheidsfinanciering

### Donaties en bijdragen
Hieronder staan de bedragen die Europese politieke partijen tussen 2004 en 2021 bij hun leden hebben opgehaald.
Bedrag (€)Bijdragen van Europese politieke partijen0300.000600.000900.0001.200.0001.500.0001.800.00020042008201220162020ALDEECPPECHEDPEVAEGPELAEVPPatriotsPES
Hieronder staan de bedragen die Europese politieke partijen tussen 2004 en 2021 hebben opgehaald bij niet-leden.
Bedrag (€)Donaties van Europese politieke partijen050.000100.000150.000200.000250.000300.000350.00020042008201220162020ALDEECPPECHEDPEVAEGPELAEVPPatriotsPES
Hieronder staan de soorten donoren die tussen 2004 en 2021 donaties hebben gedaan aan Europese politieke partijen.
Bedrag (€)Soorten donateurs van Europese politieke partijen0100.000200.000300.000400.000500.000600.00020042008201220162020Particulier bedrijfIndividueelBelangenorganisatiePoliticusPolitieke stichting/organisatieDenktank / onderzoeksinstituutPolitieke partij

## Notes
1. ↑  In de nota van de secretaris-generaal van het Europees Parlement over de eindverslagen 2016 van politieke partijen en stichtingen op Europees niveau staat dat het ADDE "sinds 26/04/2017 onder de ontbindingsprocedure viel" en dat, "ADDE een subsidie kreeg voor het begrotingsjaar 2016 en verplicht was om het eindverslag 2016 in te dienen tegen 30 juni 2017. De partij voldeed niet aan deze verplichting." Als gevolg hiervan wordt in de notitie voorgesteld "dat het Bureau de twee procedures voor beëindiging van de subsidiebeschikkingen voor 2016 voor de partij ADDE en haar gelieerde stichting IDDE in gang zet." Met betrekking tot de subsidie voor 2017 geeft de notitie aan dat "als gevolg [van de ontbindingsprocedure] het Bureau de beëindigingsprocedure van de subsidiebeschikking 2017 voor ADDE heeft gestart op grond van artikel 11.9.2 (e) van de subsidieverleningsbeschikking. Het Bureau heeft op 1 november 2017 bevestigd dat de beëindigingsprocedure wordt voortgezet."
2. ↑  In de nota van de secretaris-generaal van het Europees Parlement over de eindverslagen 2017 van politieke partijen en stichtingen op Europees niveau staat dat "één partij en één stichting, waarvoor de voorfinanciering niet is betaald, niet hebben meegewerkt met de externe controleur en ook geen eindverslag over het begrotingsjaar 2017 hebben ingediend. Alle pogingen van de diensten van het Europees Parlement om contact op te nemen met de respectieve begunstigden bleven vruchteloos. Het lijkt erop dat de twee entiteiten hun activiteiten hebben gestaakt. Gezien de omstandigheden en de niet-medewerking met het Europees Parlement wordt voorgesteld dat het Bureau het definitieve subsidiebedrag vaststelt op nul." Later wordt geconcludeerd dat "voor alle 22 begunstigden die in deze nota worden genoemd (met uitzondering van EUD, CVF en KP) [...] daarom wordt voorgesteld de eindverslagen goed te keuren". Aangezien EUD had afgezien van haar verzoek om een subsidie, blijven alleen Coalition pour la vie et la famille (CVF) en haar gelieerde Pegasus Foundation (FP) over als de "ene partij en stichting" waarnaar hierboven wordt verwezen. Bijlage 1 van de notitie bevestigt dat aan deze twee entiteiten geen voorfinanciering is betaald.
3. ↑  In de nota van de secretaris-generaal van het Europees Parlement over de eindverslagen 2017 van politieke partijen en stichtingen op Europees niveau staat dat de partij "onder voorbehoud van de ontbindingsprocedure [had] afgezien van de subsidie 2017".
4. ↑  In de nota van de secretaris-generaal van het Europees Parlement over de eindverslagen 2009 van politieke partijen en stichtingen op Europees niveau staat dat "een aanvankelijke positieve beslissing over de tiende aanvrager, de Libertas Party Limited, later werd opgeschort; bijgevolg werd nooit een subsidieovereenkomst ondertekend".